# Warclouds in the Pacific
Warclouds in the Pacific (dt.: „Kriegswolken über dem Pazifik“) ist ein kanadischer dokumentarischer Kurzfilm aus dem Jahr 1941. 

## Handlung
An der nordamerikanischen Pazifikküste wird während des Zweiten Weltkriegs für den Kampf auf See gerüstet. Auch für den Kriegsdienst taugliche Männer aus Australien treffen ein. Japan gilt als feindliche und hoch technologisierte Kriegsmacht, in Nordamerika lebende Japaner werden jedoch als überzeugte Demokraten und gleichwertige Bürger der westlichen Welt gezeigt. Nazi-Deutschland unterstützt Japan beim Aufrüsten und beeinflusst das asiatische Land auch kulturell. Japan ist nunmehr ein ähnlich totalitärer Staat wie das Dritte Reich. 
Als sich japanische Kriegsschiffe im Pazifik verteilen, bilden US-amerikanische und kanadische Kriegsschiffe zusammen mit militärischen Stützpunkten wie Pearl Harbor einen Schutzring. In Wladiwostok macht sich derweil die sowjetische Marine gegen Japan kampfbereit. Die Vereinigten Staaten und Kanada sehen sich letztlich gegen japanische Angriffe ausreichend gewappnet.

## Hintergrund
Warclouds in the Pacific wurde vom National Film Board of Canada produziert und nur wenige Tage vor dem japanischen Angriff auf Pearl Harbor 1941 erstmals veröffentlicht.

## Auszeichnungen
Bei der Oscarverleihung 1942 war Warclouds in the Pacific in der Kategorie Bester Dokumentar-Kurzfilm für den Oscar nominiert, unterlag jedoch dem Dokumentarfilm Churchill’s Island, der ebenfalls von Stuart Legg gedreht wurde.